# Hirola
Beatragus hunteri
Genre
Espèce
Synonymes
Damaliscus hunteri
Statut de conservation UICN

 CR A2cd : 
En danger critique
Répartition géographique
L'Hirola (Beatragus hunteri ou Damaliscus hunteri) ou Damalisque de Hunter est un bovidé proche des antilopes appartenant à la tribu des Alcelaphini. Cet animal en danger critique d'extinction subsiste dans des plaines herbeuses arides situées à la frontière du Kenya et de la Somalie. Il fait partie de la liste des 100 espèces les plus menacées au monde établie par l'UICN en 2012.
L'hirola est connu comme « l'antilope à quatre yeux » du fait de ses glandes préorbitales bien visibles. L'animal mesure 100 à 125 cm au garrot pour 80 à 118 kg. Sa robe est couleur ocre, plus grise chez les mâles que chez les femelles, avec un ventre plus clair et une petite bande blanche entre les yeux.  Les cornes sont en forme de lyre et ornées de bourrelets annulaires très visibles.
C'est un animal diurne qui passe soirs et matins à paître. Les troupeaux rassemblent de deux à une quarantaine de femelles menées par un mâle territorial mais on trouve également des groupes de quelques mâles sans femelle. Les troupeaux se déplacent peu car les mâles sont très attachés à leurs territoires. Les mâles peuvent s'agenouiller lors de combats sévères, mais sinon ils s'affrontent debout.

## Statut de conservation
L'hirola est en danger critique d'extinction. On compte entre 500 et 1 200 individus sauvages et une seule femelle en captivité. Les relevés des années 1970 donnaient environ 14 000 bêtes alors que dans les années 1980 on n'en dénombrait plus que 7 000. Ce rapide déclin est attribué à la compétition du bétail ainsi qu'à la sécheresse dont souffre la région.
À la fin de 2005, quatre communautés territoriales du district de l'Ijara ont établi avec l'association italienne Terra Nuova une proposition de programme de conservation de l'hirola sur place (Ishaqbini Hirola Conservancy).
L'Union internationale pour la conservation de la nature a classé en 2007 l'hirola comme faisant partie des 10 espèces prioritaires puis l'a inclus dans la liste des 100 espèces les plus menacées au monde en 2012.